# Стадион Панчо арена

Стадион Панчо арена (мађ. Pancho Aréna), је стадион у Фелчуту, Мађарска.  Стадион се највише користи за клупски фудбал. Користе га ФК Пушкаш aкадемија и ФК МОЛ Фехервар. Стадион прима до 3.816 гледалаца, седење плус стајање.

## Историја
Стадион је отворен 21. априла 2014. када је одржано финале Пушкаш купа 2014..
По писању стадиондб (stadiumdb.com) Панчо арена је проглашена у топ три најлепша стадиона на свету .

## Галерија
- Поглед из висине
- Главни улаз
- Поглед са главне улице
- Унутрашњи изглед
- Поглед са станице
- Детаљ крова арене